# Брок, Себастьян
Себастьян Пол Брок (англ. Sebastian Paul Brock; род. 24 февраля 1938, Лондон) — британский библеист и сиролог, крупнейший специалист в области сирийского языка, профессор в области сирийских исследований Оксфордского университета (в настоящее время в отставке), член Вольфсон-колледжа (Wolfson College, Oxford).

## Биография
Окончил Кембриджский университет со степенью бакалавра искусств (BA) и Оксфордский университет со степенью доктора философии (PhD).
Себастьян Брок занимался текстологией Септуагинты, и столкнулся с важными неопубликованными текстами на сирийском языке. Тогда он стал исследовать различные области сирийской литературы, такие, как переводы с греческого и истории техники перевода, диалоги, нарративные поэмы, агиография, литургические тексты и монашеская литература.
Себастьян Брок является членом Британской академии, был удостоен почетной степеней доктора богословия различных университетов, Сирийским православным патриархом награждён медалью св. Ефрема Сирина.
Жена Себастьяна Брока Хелен Хьюс-Брок — археолог, специалист по Минойскому Криту и Микенской Греции.

## Монографии
- From Ephrem to Romanos: Interactions between Syriac and Greek in Late Antiquity (Aldershot: Variorum CSS 664, 1999).
- (with D.G.K.Taylor, E.Balicka-Witakowski, W.Witakowski), The Hidden Pearl. The Syrian Orthodox Church and its Ancient Aramaic Heritage. I, (with DGKT) The Ancient Aramaic Heritage; II, (with DGKT, EB-W, WW), The Heirs of the Ancient Aramaic Heritage; III (with WW), At the Turn of the Third Millennium: the Syrian Orthodox Witness (Rome: Trans World Film Italia, 2001).
- Fire from Heaven: Studies in Syriac Theology and Liturgy (Aldershot: Variorum SCSS 863, 2006).
- The Wisdom of Isaac of Nineveh [Syriac-English] (Piscataway NJ, 2006).
- (with G. Kiraz), Ephrem the Syrian. Select Poems [Syriac-English] (Eastern Christian Texts 2; Provo, 2006).
- (ed), reprint (with new vol. 6) of P. Bedjan, Homilies of Mar Jacob of Sarug, I—VI (Piscataway NJ, 2006).
- An Introduction to Syriac Studies (Piscataway NJ, 2006).
- The Bible in the Syriac Tradition (2nd, revised edition; Piscataway NJ, 2006).

Самые продаваемые книги Брока:
- The Luminous Eye: The Spiritual World Vision of Saint Ephrem the Syrian (Kalamazoo: Cistercian. ISBN 0-87907-524-4)
- The Syriac Fathers on Prayer and the Spiritual Life (Kalamazoo: Cistercian. ISBN 0-87907-601-1)